# Tuuli (motortorpedbåt)
Tuuli (senare Taisto 6, även T 6) var en finländsk motortorpedbåt av T-klass som tjänstgjorde under det andra världskriget. Tuuli skadades svårt den 21 juni 1944, men kunde repareras. Under kriget gjorde fartygskonstruktören Jarl Lindblom förbättringar på den italienska Bagliettobåten och man licenstillverkade sex av dessa i Finland och kallade dem för T-klassen (Taisto-båtarna). Ytterligare två färdigställdes efter Finska fortsättningskriget. Deras förbättrade skrovform gav dem bättre sjöduglighet. Utan last och bestyckning kunde fartygen komma upp i 63 knop.
År 1949 ändrades T-båtarna om till patrullbåtar i enlighet med fredsfördraget. Fartygen avskrevs ur flottans register och såldes på auktion år 1964.

## Fartyg av klassen
- Tarmo
- Taisto
- Tyrsky
- Tuima
- Tuisku
- Tuuli

efter kriget
- Taisto 7
- Taisto 8